# Obafemi Martins
Obafemi Akinwunmi Martins (* 28. Oktober 1984 in Lagos) ist ein nigerianischer ehemaliger Fußballspieler, der auch einen italienischen Pass besitzt.

## Vereinskarriere

### Erfolge mit Inter Mailand
Martins begann das Fußballspielen bei seinem Heimatverein FC Ebedei in Nigeria, bevor er im Jahre 2000 durch den Bruder von Sunday Oliseh zum AC Reggiana (3. italienische Liga) vermittelt wurde. Von dort wechselte er ein Jahr später für umgerechnet 750.000 € zu Inter Mailand, wo er zunächst äußerst erfolgreich mit der Jugendmannschaft spielte und die Meisterschaft gewann. Sein Debüt für Inter in der Serie A feierte er am 22. Dezember 2002 gegen den AC Parma. Der Durchbruch gelang ihm allerdings erst, als er am 19. März 2003 in der UEFA Champions League gegen Bayer 04 Leverkusen ein wichtiges Tor schoss. Dabei vollführte er (wie bei fast jedem Tor) einen so spektakulären und artistischen Torjubel, dass dieser von der UEFA in den Werbespot für die Champions-League 2003/04 übernommen wurde. Was ihn darüber hinaus auszeichnet, ist sein Antritt sowie seine Schnelligkeit. Sein bisher größter Erfolg ist der Gewinn der italienischen Meisterschaft in der Saison 2005/06 mit Inter Mailand.

### Wanderjahre durch Europa

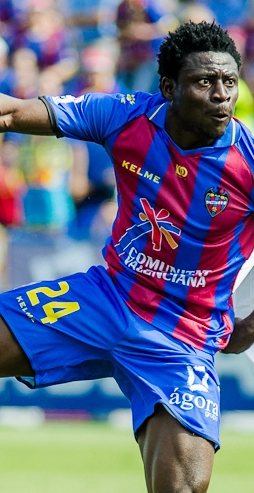
Martins bei Getafe (2012)

Nachdem der Verein in der Sommerpause 2006 mit Hernán Crespo und Zlatan Ibrahimović zwei namhafte Angreifer verpflichtete, sah Martins beim italienischen Meister keine sportliche Perspektive mehr und wechselte für 15 Millionen Euro zu Newcastle United in die englische Premier League. Dort ersetzte er nicht nur den langfristig ausgefallenen Michael Owen, sondern übernahm zugleich auch die Nummer 9 des zurückgetretenen Alan Shearer, der sie zuvor zehn Jahre lang trug.
Martins hatte in Newcastle einen Vertrag bis 2011, bevor er nach dem Abstieg von Newcastle United in die zweite englische Liga am 31. Juli 2009 für 10,5 Millionen Euro zum VfL Wolfsburg wechselte. Dort unterschrieb er einen Vierjahresvertrag. Der Stürmer schaffte unter Trainer Armin Veh und Nachfolger Lorenz-Günther Köstner nicht den Sprung zum Stammspieler, an Edin Džeko und Grafite kam der Nigerianer nicht vorbei.
Nach sechs Toren in 16 Bundesligaspielen verließ Martins den VfL im Sommer 2010 und wechselte für neun Millionen Euro zum russischen Erstligisten Rubin Kasan. Dort sollte er den Platz von Stürmer Alexander Bucharow einnehmen, den es zu Zenit St. Petersburg zog. In Russland lief es für den WM-Teilnehmer von 2010 allerdings nicht gut. Immer wieder warfen ihn Verletzungen zurück.
Im Januar 2011 lieh Rubin Kasan Martins an den damaligen englischen Erstligisten Birmingham City aus. Mit den Blues stieg er zwar ab, feierte aber immerhin den überraschenden Gewinn des Ligapokals. Im Finale gegen den FC Arsenal erzielte der Nigerianer eine Minute vor Schluss den 2:1-Siegtreffer.
Im September 2012 löste Martins seinen eigentlich noch bis 2013 laufenden Vertrag bei Rubin Kasan auf und unterschrieb einen Zweijahresvertrag beim spanischen Erstligisten UD Levante. Dort sollte er im Sturm die Lücke schließen, die der Wechsel des Ivorers Arouna Koné zu Wigan Athletic hinterlassen hat. Nach sieben Toren in 21 Spielen löste Martins jedoch im März 2013 seinen Vertrag vorzeitig auf.

### Wechsel in die USA

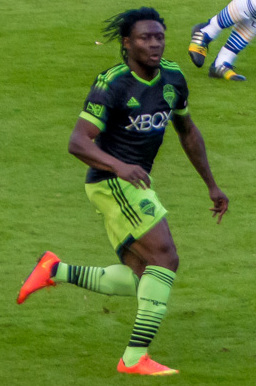
Martins bei den Seattle Sounders (2014)

Wenige Tage später wurde sein Anschlussengagement bei den Seattle Sounders bekannt, bei denen er in der amerikanischen Major League Soccer (MLS) spielt. Mit guten Leistungen und einer starken Torquote wurde Martins in Seattle zum Aushängeschild des Vereins. In der Saison 2014 gewann Martins mit den Sounders den MLS Supporters’ Shield als beste Mannschaft der Regular Season, in den Playoffs schied der Klub dann allerdings im Halbfinale aus.

### Spielzeiten in China
Am 18. Februar 2016 wurde bekannt, dass Martins zu Shanghai Shenhua in die Chinese Super League wechselt. Dort blieb er mit kurzer Unterbrechung am Ende über vier Jahre und wechselte dann im September 2020 weiter zum Ligarivalen Wuhan Zall.

## Nationalmannschaft
Sein Debüt für die nigerianische Nationalmannschaft gab Martins am 29. Mai 2004, wobei er bereits im ersten Spiel ein Tor (gegen Irland) erzielte. Mit Nigeria nahm er auch an der Fußball-Afrikameisterschaft 2006 teil.
Am 20. Juni 2007 überlebte er einen Mordanschlag in seiner Heimatstadt Lagos unverletzt. Während einer Autofahrt schossen maskierte Männer auf die Insassen des Wagens, in dem sich Martins’ Freunde befanden. Ein Freund von ihm, der sich ebenfalls in dem Auto befand, erlitt Schussverletzungen. Nicht nur nach diesem Vorfall überlegte Martins, ob er aus der Nationalelf zurücktreten solle. Bereits viele Male zuvor kam es zu Problemen mit dem nigerianischen Fußballverband. So zum Beispiel im August 2006, als auf der Internetseite des Verbands Martins’ Geburtsdatum als 1. Mai 1978 ausgewiesen wurde, was ihn ganze sechs Jahre älter gemacht hätte. Zwar entschuldigte sich der nigerianische Verband für diesen Fehler, dennoch war kurzzeitig der Wechsel zu Newcastle United in Gefahr.
Mit Nigeria schied der Stürmer bei der WM 2010 sieglos aus und wurde dabei gegen Argentinien (0:1) und Südkorea (2:2) eingewechselt. In den folgenden Jahren spielte er nur noch sporadisch und beendete 2015 nach 43 Einsätzen und 18 Treffern seine Nationalmannschaftskarriere.